# Energie-impuls-tensor

The components of the stress-energy tensor.

De energie-impuls-tensor is een grootheid in de fysica, die de dichtheid en flux van energie en impuls in ruimte en tijd weergeeft. Het is een veralgemening van het begrip mechanische spanning uit de materiaalkunde. Het is een natuurlijk object in de relativiteitstheorie, waar energie en impuls (Engels: momentum) op gelijke voet behandeld worden.

## Definitie
(In de volgende vergelijkingen wordt de Einstein-sommatieconventie gebruikt.) De energie-impuls-tensor is gedefinieerd als een tensor {\displaystyle T^{\alpha \beta }} met twee indices, waarvan de {\displaystyle \alpha \beta }-component overeenkomt met de αde component van impuls flux, doorheen een oppervlak met constante xβ-coördinaat. In de relativiteitstheorie zijn de coördinaten vier getallen, de tijd en drie ruimtelijke dimensies, en worden samengevat in de positievector.  Ook de impuls bestaat uit vier getallen, de vierimpuls, waarvan de componenten ruwweg de energie en de impuls zijn.
De energie-impuls-tensor heeft de eigenschap symmetrisch te zijn, 
{\displaystyle T^{\alpha \beta }=T^{\beta \alpha }}.
hoewel men exotische situaties kan bedenken, waarin dit niet het geval is.  In dat geval noemt men het antisymmetrische stuk de spintensor, gedefinieerd als:
{\displaystyle \partial _{\alpha }S^{\mu \nu \alpha }=T^{\mu \nu }-T^{\nu \mu }}.
Verder, als de Lagrangiaan {\displaystyle {\mathcal {L}}} van een theorie gekend is, kan men de energie-impuls-tensor definiëren als
{\displaystyle T^{\mu \nu }={\frac {2}{\sqrt {-g}}}{\frac {\delta ({\mathcal {L}}{\sqrt {-g}})}{\delta g_{\mu \nu }}}=2{\frac {\delta {\mathcal {L}}}{\delta g_{\mu \nu }}}+g^{\mu \nu }{\mathcal {L}}}.
Hierbij is {\displaystyle {\mathcal {L}}} de Lagrangiaan van alleen de materie die in de theorie voorkomt, en dus niet de gravitationele bijdrage  (Einstein-Hilbertterm) aan de totale Lagrangiaan.

## Componenten van de energie-impuls-tensor
Als we de numerieke voorfactoren {\displaystyle c} even buiten beschouwing laten, dan zijn de componenten van de energie-impuls-tensor als volgt te interpreteren:
- De {\displaystyle T^{00}}-component is de totale energiedichtheid van een ruimte. Dit is de totale energie per volume-eenheid. Vaak wordt deze grootheid genoteerd met {\displaystyle \rho }.
- De componenten {\displaystyle T^{0i}} (met {\displaystyle i=1,2,3}) geven de energieflux. Dit is de stroom van energie in de i-de richting.
- De componenten {\displaystyle T^{ik}} geven de flux van i-impuls doorheen het  oppervlak van constanten xk. Meer bepaald zijn de diagonale termen {\displaystyle T^{ik}} de druk (vaak genoteerd met {\displaystyle p}), en de overige zes componenten geven de schuifspanning.

In de puntjes hierboven, en ook verder in het artikel, wordt verschillende malen gesproken over energie. Daarmee wordt telkens de totale energie bedoeld, namelijk zowel de
rustmassa-energie als alle andere vormen van energie.

## Voorkomen in natuurwetten

### Behoudswetten
De stelling van Noether geeft een verband tussen symmetrieën van een systeem en behouden grootheden. Een gevolg van de translatie- en rotatie-invariantie van zowel speciale als algemene relativiteitsteorie, is het behoud van de energie-impuls-tensor. Meer precies geldt in de speciale relativiteitstheorie dat:
{\displaystyle 0=T^{\mu \nu }{}_{,\nu }=\partial _{\nu }T^{\mu \nu }}.
In de algemene relativiteitstheorie is dezelfde uitdrukking waar, mits men de partiële afgeleide vervangt door een covariante afgeleide:
{\displaystyle 0=\nabla _{\nu }T^{\mu \nu }}.

### In de algemene relativiteitstheorie
In de algemene relativiteitstheorie is de energie-impuls-tensor de oorzaak voor het krommen van de ruimtetijd. Men noemt de energie- en impulsdichtheid dus de bron voor een gekromde ruimte. Meer precies, de Einstein-vergelijking stelt dat
{\displaystyle R_{\alpha \beta }-{1 \over 2}R\,g_{\alpha \beta }={8\pi G \over c^{4}}T_{\alpha \beta }}
waarin 
{\displaystyle T_{\alpha \beta }=g_{\alpha \mu }g_{\beta \nu }T^{\mu \nu }}
met {\displaystyle g_{\mu \nu }} de metrische tensor (zie verhogen en verlagen van indices).
In de Einstein-vergelijking is de tensor links de Einstein-tensor. Deze zegt in welke mate de ruimtetijd verschilt van de gewone vlakke ruimtetijd. De Einstein-vergelijking zegt dus letterlijk dat de kromming van de ruimtetijd bepaald wordt door de dichtheid en flux van energie en impuls, die bondig weergegeven worden met {\displaystyle T_{\alpha \beta }},.

## Voorbeelden

### Ideale vloeistof
Voor een vloeistof in thermodynamisch evenwicht,  heeft de energie-impuls-tensor de vorm
{\displaystyle T^{\alpha \beta }\,=(\rho +{p \over c^{2}})u^{\alpha }u^{\beta }+pg^{\alpha \beta }}
waarin {\displaystyle \rho } de energiedichtheid is, en {\displaystyle p} de hydrostatische druk, en {\displaystyle u^{\alpha }} de viersnelheid. De tensor {\displaystyle g^{\alpha \beta }} tot slot, staat voor de inverse metriek.

### Elektromagnetisme
De energie-impuls-tensor voor een elektromagnetisch veld (zonder ladingsdragers) is gegeven door
{\displaystyle T^{\mu \nu }(x)={\frac {1}{\mu _{0}}}\left(F^{\mu \alpha }g_{\alpha \beta }F^{\nu \beta }-{\frac {1}{4}}g^{\mu \nu }F_{\delta \gamma }F^{\delta \gamma }\right)}
waarbij {\displaystyle F_{\mu \nu }} de elektromagnetische veldtensor voorstelt.

### Scalair veld
De energie-impuls-tensor voor een scalair veld {\displaystyle \phi } dat aan de Klein-Gordonvergelijking voldoet, is gegeven door
{\displaystyle T^{\mu \nu }={\frac {\hbar ^{2}}{m}}(g^{\mu \alpha }g^{\nu \beta }+g^{\mu \beta }g^{\nu \alpha }-g^{\mu \nu }g^{\alpha \beta })\partial _{\alpha }{\bar {\phi }}\partial _{\beta }\phi -g^{\mu \nu }mc^{2}{\bar {\phi }}\phi }.